# Стець Юрій Ярославович
Ю́рій Яросла́вович Сте́ць (нар. 29 грудня 1975, Чортків, Тернопільська область, Українська РСР, СРСР) — український політик та журналіст. Народний депутат України VI, VII та VIII скликань, міністр інформаційної політики (2014—2019) та член РНБО (2014—2019). Заслужений журналіст України.
Народний депутат України VI, VII та VIII скликань. Керівник управління інформаційної безпеки, майор Національної гвардії України.

## Життєпис
Юрій Стець народився 29 грудня 1975 року в Чорткові Тернопільської области України.
Закінчив Чернівецьке училище мистецтв (1996, спеціальність — керівник фольклорного ансамблю, організатор культурно-дозвіллєвої діяльності), Харківський політехнічний інститут (2009, спеціальність — менеджер), Харківський політехнічний інститут (2011, спеціальність — менеджер-економіст).
Працював:
- Вересень 1990 — січень 1992 — репортер Чернівецької обласної телерадіокомпанії.
- Січень — травень 1992 — редактор Представництва телеканалу ICTV у місті Чернівці.
- Липень 1992 — липень 1993 — редактор, старший редактор телеканалу «ТВА», місто Чернівці.
- Липень 1993 — березень 1997 — PR-менеджер приватної фірми «Натан».
- Березень — серпень 1997 — редактор у ТОВ «Ніко-PR».
- 1997—2000 — редактор музичних програм у ПІІ ТОВ "Телерадіокомпанія «НБМ».
- 2000—2002 — заступник директора у ПІІ ТОВ "Телерадіокомпанія «НБМ».
- З 2002 — генеральний продюсер ПІІ ТОВ "Телерадіокомпанія «НБМ» (5 канал).
- З 2005 — генеральний продюсер ТОВ "Телерадіокомпанія «Експрес-Інформ» за сумісництвом.
- З 2006 — почесний голова міжнародного благодійного фонду «Моя Україна».
- З 2007 — директор ТОВ "Телерадіокомпанія «НБМ-радіо» за сумісництвом.
- З 2007 — член наглядової ради 5 каналу.
- 23 листопада 2007— року обраний народним депутатом 6-го скликання від Блоку «Наша Україна — Народна самооборона».
- З грудня того ж року — секретар Комітету з питань свободи слова та інформації. 23 лютого 2012 року Верховна Рада України обрала його головою Комітету. За таке рішення проголосувало 345 народних депутатів.
- 12 грудня 2012 — обраний народним депутатом України 7-го скликання від ВО «Батьківщина». Член Комітету з питань свободи слова та інформації.
- 29 червня 2014 року — Міністр внутрішніх справ України Арсен Аваков призначив Юрія Стеця керівником управління інформаційної безпеки.[4]
- 15 серпня 2014 — озвучив інформацію, про написання заяви щодо складання депутатських повноважень, щоб продовжити нести службу у складі Національної гвардії України на Донбасі.[5]
- 27 листопада 2014 — обраний народним депутатом 8-го скликання (Блок Порошенка). Член Комітету з питань свободи слова та інформації.
- 2 грудня 2014 — призначений Міністром інформаційної політики України у другому уряді Арсенія Яценюка[6]; того ж дня склав повноваження народного депутата[7].
- З 15 грудня 2014 — член РНБО.[8]
- З 2 вересня 2015 — голова Ради з питань комунікацій. Рада з комунікацій є тимчасовим консультативно-дорадчим органом, створеним для забезпечення зв'язків з громадськістю та вироблення єдиної комунікативної політики[9].
- 8 грудня 2015 року — подав у відставку[10] з посади міністра інформаційної політики, однак 4 лютого 2016 відкликав заяву[11].
- 14 квітня 2016 року Верховна Рада призначила новий склад Кабінету міністрів (уряд Гройсмана), у складі якого Стеця було перепризначено міністром інформаційної політики[12].
- 31 травня 2017 року міністр інформаційної політики України Юрій Стець подав у відставку за станом здоров'я[13]. Станом на серпень 2019-го продовжував працювати міністром, в зв'язку з тим, що Верховна Рада не проголосувала за його відставку.
- 31 травня 2019 — виключений зі складу РНБО відповідно до указу президента Зеленського[14].

## Родина
Дружина: Конотоп Яна Олександрівна — журналіст, політичний оглядач (5 канал), Заслужений журналіст України.
Сини Владислав і Серж, доньки Ася і Єва.

## Нагороди
- Заслужений журналіст України (23 серпня 2005) — за значний особистий внесок у соціально-економічний, науковий та культурний розвиток України, вагомі трудові здобутки та активну громадську діяльність[15]
- Почесна грамота Кабінету Міністрів України (2008)
- 10 липня 2014 року нагороджений орденом святого Юрія Переможця Українська православна церква Київського патріархату.[16]
- Відзнаки МВС України — нагрудні знаки «За безпеку народу», «За відзнаку в службі» (2014)[17].

## Цікаві факти
- Марина Порошенко разом з Юрієм Луценком хрестили доньку Юрія Стеця Єву.[18][19]
- 30 травня 2015 року дружина Юрія Стеця, ведуча на 5 каналі Яна Конотоп, до власного дня народження «за визначні заслуги в зміцненні обороноздатності України, зразкове виконання службового обов'язку та виявлену при цьому честь і доблесть» нагороджена відзнакою Міністерства оборони. Вона отримала пістолет ПСМ 5,45 мм.[20]

### Декларація
- Е-декларація